# Поздняя Шу
Поздняя Шу (кит. упр. 后蜀, пиньинь Hòu Shǔ) — государство, существовавшее после прекращения династии Тан и распада Китая. Её цари правили на юге Китая в период пяти династий и десяти государств.

## История
После прекращения в 907 году династии Тан на юге образовалось несколько царств, основателями которых были военные наместники (цзедуши). Одним из таким царств стала Ранняя Шу. Впрочем, уже в 934 году бывший танский военачальник Мэн Цзисянь захватил часть территории Шу и создал царство Поздняя Шу. Оно охватывало территорию современной провинции Сычуань. Столицей государства стал город Чэнду. Экономическое положение страны было довольно благоприятным. Здесь действовала система двух налогов танского императора Дэ-цзуна. Также казна пополнялась за счёт продажи чая. Здесь были и самые лучшие чайные плантации в Китае. Кроме того, значительную прибыль давали большие соляные копи.
Однако, в 965 году это государство было захвачено войсками династии Сун.

## Культура
В царстве продолжали развиваться литературные традиции, начатые ещё при династии Тан. Известной поэтессой этого периода была жена правителя государства Мень Чана — Сюй. Многое делалось для сохранения конфуцианства и даосизма, предоставлялись возможности буддизму. В 942 году был завершен многолетний труд по составлению библиотеки конфуцианских произведений в 130 томах. Они были записаны на деревянных табличках. Одними из первых были напечатаны книги из даосизма. Значительных успехов достигло книгопечатание.

## Правители
| Посмертное имя | Личное имя                      | Годы правления | Девиз правления                                                    |
| -------------- | ------------------------------- | -------------- | ------------------------------------------------------------------ |
|                | Мэн Чжисян 孟知祥 Mèng Zhīxíang | 934 год        | - Миндэ (明德 Míngdé) 934 год                                      |
|                | Мэн Чан 孟昶 Mèng Chǎng         | 934—965        | - Миндэ (明德 Míngdé) 934—938 - Гуанчжэн (廣政 Guǎngzhèng) 938—965 |